# حسن يوسف (ممثل)
حسن يوسف (1353 - 1446 هـ / 1934 - 2024 م) مُمثل مصري، مثَّل وأخرج العديد من الأفلام. اشَتَهر في الستينيات من القرن العشرين بأدوار "الولد الشقي".

## حياته
ولد في 1 المحرم 1353هـ الموافق 14 أبريل 1934م بحي السيدة زينب في القاهرة، تزوج في بداية حياته الأسرية الفنانة لبلبة في عام 1964 واستمر زواجهما 8 سنوات وانفصلا عام 1972، ثم تزوج الفنانة شمس البارودي في نفس العام إلى وفاته عام 2024.

## مسيرته
اتجه للإخراج في سبعينيات القرن العشرين حيث أخرج عدة أفلام مثّل في بعضها وشاركت في بطولة معظمها زوجته شمس البارودي. ومن تلك الأفلام ما اعترضت عليها رقابة المصنفات الفنية، مثل فيلم الجبان والحب. كما قدم عدة أعمال تليفزيونية ومسرحية أشهرها دوره في مسلسل ليالي الحلمية ودوره في مسلسل إمام الدعاة عن قصة حياة الشيخ محمد متولي الشعراوي. وفي يناير 2024 أكد اعتزال التمثيل نتيجة وفاة ابنه غرقاً في العام 2023.

## أعماله

### الأفلام
- 1959: هدى
- 1959: أنا حرة
- 1960: نساء وذئاب
- 1960: سوق السلاح
- 1960: الغجرية
- 1961: مافيش تفاهم
- 1961: في بيتنا رجل
- 1961: دماء على النيل
- 1961: الخرساء
- 1961: التلميذة
- 1962: مذكرات تلميذة
- 1962: كلهم أولادي
- 1962: قاضي الغرام
- 1962: صراع مع الملائكة
- 1962: شفيقة القبطية
- 1962: سلوى في مهب الريح
- 1962: سر الغائب
- 1962: الخطايا
- 1963: منتهى الفرح
- 1963: على ضفاف النيل
- 1963: سجين الليل
- 1963: زقاق المدق
- 1963: امرأة على الهامش
- 1963: أم العروسة
- 1963: الشيطان الصغير
- 1963: الحسناء والطلبة
- 1963: الباب المفتوح
- 1964: نمر التلامذة
- 1964: مع الناس
- 1964: للرجال فقط
- 1964: شادية الجبل
- 1964: حكاية جواز
- 1964: ثورة البنات
- 1964: المغامرة الكبرى
- 1964: العمر أيام
- 1964: العزاب الثلاثة
- 1964: الشياطين الثلاثة
- 1964: آخر شقاوة
- 1964: ابن كليوباترا
- 1965: مطلوب أرملة
- 1965: مدرس خصوصي
- 1965: صبيان وبنات
- 1965: سكون العاصفة
- 1965: باسم الحب
- 1965: المغامرون الثلاثة
- 1965: الشقيقان
- 1965: الحب الخالد
- 1965: الثلاثة يحبونها
- 1966: خان الخليلي
- 1966: ثورة اليمن
- 1966: تفاحة آدم
- 1966: الحياة حلوة
- 1966: الأصدقاء الثلاثة
- 1966: آخر العنقود
- 1966: إجازة صيف
- 1966: 3 لصوص
- 1967: شقة الطلبة
- 1967: شاطئ المرح
- 1967: بنت شقية
- 1967: اللقاء الثاني
- 1968: نساء بلا غد
- 1968: نار الحب
- 1968: شهر عسل بدون إزعاج
- 1968: حكاية 3 بنات
- 1968: حب وخيانة
- 1968: القضية 68
- 1968: السيرك
- 1968: الزواج على الطريقة الحديثة
- 1968: أفراح
- 1968: 7 أيام في الجنة
- 1969: مجرم تحت الاختبار
- 1969: كيف تتخلص من زوجتك
- 1969: فتاة الاستعراض
- 1969: عائلات محترمة
- 1969: شيء من العذاب
- 1969: زوجة غيورة جدا
- 1969: الحب والفلوس
- 1969: أسرار البنات
- 1970: رحلة شهر العسل
- 1970: حياتي
- 1970: بحبك يا حلوة
- 1970: الكدابين الثلاثة
- 1970: أصعب جواز
- 1971: ولد وبنت والشيطان
- 1971: لست مستهترة
- 1971: رحلة لذيذة
- 1971: حسناء المطار
- 1971: الحسناء واللص
- 1971: آدم والنساء
- 1971: 5 شارع الحبايب
- 1972: شياطين البحر
- 1972: رحلة حب
- 1972: العالم سنة 2000
- 1973: نساء الليل
- 1973: صوت الحب
- 1973: المخادعون
- 1973: الشياطين والكورة
- 1973: الشياطين في إجازة
- 1973: السلم الخلفي
- 1973: البنات والمرسيدس
- 1974: وكان الحب
- 1974: عجايب يا زمن
- 1974: الزواج السعيد
- 1974: 24 ساعة حب
- 1975: نساء ضائعات
- 1975: ملوك الضحك
- 1975: دعونا نحب
- 1975: بابا آخر من يعلم
- 1975: الجبان والحب
- 1976: مراهقة من الأرياف
- 1976: حب على شاطئ ميامي
- 1977: كفاني يا قلب
- 1977: شاطئ الحب
- 1977: ابنتي والذئب
- 1978: واحدة بعد واحدة ونص
- 1978: ليلة لا تنسى
- 1978: المجرم
- 1978: القطط السمان
- 1979: قصة الحي الغربي
- 1979: الطيور المهاجرة
- 1980: دموع بلا خطايا
- 1984: أنا اللي أستاهل
- 1986: التفاحة والجمجمة
- 1986: الاختلاط ممنوع
- 1986: أخي وصديقي سأقتلك
- 1987: عصفور له أنياب
- 1989: قضية الأستاذة عفت
- 1990: الشقيقتان

### المسلسلات
- 1975: الشاطئ المهجور
- 1977: بعد الغروب
- 1980: وراء الحقيقة
- 1980: زينب والعرش
- 1981: وفيه ناس طيبين
- 1981: الأبرياء
- 1982: داليا المصرية
- 1983: الرحلة 83
- 1985: محمد رسول الله (ج5)
- 1985: برديس
- 1986: عطشان يا صبايا
- 1987: ليالي الحلمية (ج1)
- 1988: بوجي و طمطم - الفيل الجميل
- 1988: الشراع المكسور
- 1989: ليالي الحلمية (ج2)
- 1989: ألف ليلة وليلة
- 1989: الإسلام حضارة
- 2000: ابن ماجة ... القزويني
- 2003: أنوار الحكمة
- 2003: إمام الدعاة
- 2004: الإمام النسائي
- 2005: مسائل عائلية جدًا
- 2005: عواصف النساء
- 2006: الإمام المراغي
- 2008: العارف بالله
- 2010: زهرة وأزواجها الخمسة
- 2011: مسألة كرامة
- 2015: دنيا جديدة
- 2016: كلمة سر
- 2016: قضاة عظماء (ج1)
- 2017: قضاة عظماء (ج2)
- 2019: الضاهر

### المسرحيات
- 1963: مقالب سكابان
- 1975: قصة الحي الغربي
- 1985: هات وخد
- 1990: تصبح على خير يا حبة عيني

### المسلسلات الإذاعية
- 1961: شخصيات تبحث عن مؤلف
- 1980: عفوًا ممنوع الانتقام

### تأليف
- 1971: رحلة لذيذة (قصة)

### إخراج
- 1971: ولد وبنت والشيطان
- 1975: الجبان والحب
- 1977: كفاني يا قلب
- 1978: ليلة لا تنسى
- 1978: القطط السمان
- 1979: الطيور المهاجرة
- 1980: دموع بلا خطايا
- 1984: اثنين على الطريق
- 1987: عصفور له أنياب

### إنتاج
- 1971: ولد وبنت والشيطان
- 1973: الشياطين والكورة
- 1975: الجبان والحب
- 1977: كفاني يا قلب
- 1979: الطيور المهاجرة
- 1984: اثنين على الطريق
- 1987: عصفور له أنياب
- 1990: ولاد ريا وسكينة

## موقفه من الثورة المصرية
قاد حملة اتصالات هاتفية بقنوات مصريّة حكوميّة وخاصة، للتشكيك في وطنية المعتصمين في ميدان التحرير، مؤكداً دخول عناصر إيرانية إلى مصر في الأشهر الأخيرة استغلت فرصة الفوضى في الشارع؛ لتصبّ الزيت على النار. وأكد يوسف أن هناك شهادات جمعها من أهل الحي الذي يسكن فيه، وتؤكد أن المعتصمين يحصلون على مبالغ ماليّة يوميّة، وعلى وجبات غذائيّة مجانية.

## وفاته
توفي حسن يوسف صباح يوم الثلاثاء 26 ربيع الآخر 1446 هـ الموافق 29 أكتوبر 2024م، عن عمر يناهز 90 عامًا. وأعلن "محمد يوسف" الشقيق الأصغر للفنان، عن وفاة شقيقه عبر حسابه الشخصي بموقع التواصل الاجتماعي فيسبوك، كما أعلنت زوجُه شمس البارودي عن ذلك بكلمات مختصرة، دون توضيح منهما لأسباب الوفاة.

## روابط خارجية
- حسن يوسف على موقع IMDb (الإنجليزية)
- حسن يوسف على موقع قاعدة بيانات الأفلام العربية
- حسن يوسف على موقع ألو سيني (الفرنسية)
- حسن يوسف على موقع قاعدة بيانات الفيلم (الإنجليزية)
- حسن يوسف على موقع كينوبويسك (الروسية)